# Шигірський ідол
Шигірський ідол (рос. Шигирский идол) — найдавніша відома дерев'яна скульптура у світі, виготовлена за часів мезоліту. Модрина, з якої було висічено ідола, має вік близько 11500 років. Зберігається у Свердловському обласному краєзнавчому музеї Єкатеринбург, Росія.

## Дослідження
Ідол виявили 24 січня 1894 року на глибині 4 м (13 футів) в торф'яному Шигірському болоті на східному схилі Середнього Уралу, біля присілка Калата на терені золотодобувного рудника, приблизно за 100 км від Єкатеринбурга.
Оскільки дерево збереглося погано, його витягували з торфу по частинах. Коли скульптура потрапила в музей, це була просто купа уламків. Було незрозуміло як ідол виглядав. Першу реконструкцію ідола виконав тодішній хранитель археологічної колекції музею УОЛЕ Дмитро Лобанов. Він довільно поєднав частини фрагментів і отримав фігуру заввишки 2,8 м з руками й схрещеними ногами, при цьому деякі частини фігури між собою не були пов'язані, а ряд фрагментів не використовувалися зовсім. В 1914 році археолог Володимир Толмачов виконав наукову реконструкцію ідола. У своїй реконструкції він використовував всі фрагменти скульптури. За реконструкції В. Толмачова ідол мав висоту 5,3 метра з об'ємною скульптурної головою, тулубом у вигляді дошки й об'ємною підставою, затесаною на конус. Пізніше нижня половина тулуба ідола завдовжки 195 см з невідомих причин була втрачена. Зараз висота ідола становить близько 3,4 метра. Про втрачену частину ідола ми можемо судити по малюнку В. Толмачова.

## Датування
Первинні дані Радіовуглецевого датування, проведені Г. І. Зайцевої з Інституту історії матеріальної культури у Санкт-Петербурзі, підтверджені Геологічним інститутом Російської академії наук у Москві, дали вік 9500 років. Пізніше. Нове датування скульптури було виконано в Центрі археометричних досліджень ім. Клауса-Чира Гейдельберзького університету (Німеччина). Проведений у 2015 році радіовуглецевий аналіз з уточненим калібруванням кривої, виконано в Німеччині з використанням методу прискорювальної мас-спектрометрії надав вік 11 500 років.

## Опис
Шигірський ідол виготовлений з цільної розколотої колоди модрини сибірської віком не менше 157 років. Збережена частина — верхня половина тулуба з головою і нижній фрагмент, затесаний на конус з виїмкою в основі, через яку утворюються виступи, можливо, що зображують ноги ідола. Тулуб має форму дошки, прямокутної в перетині, верхня частина (голова) та нижня, заточена на конус, об'ємні. Світлана Савченко та Михайло Жилін встановили, що Шигірський ідол не було вкопано нижньою частиною в землю, як вважалося раніше, а стояв, прикріплений до будь-чого, можливо до дерева або стовпа. Про це говорить однакова збереження всіх частин скульптури, на межі землі й повітря деревина стала б гнити. Обробка деревини велася по свіжозрубаному стовбуру кам'яними знаряддями.
Тулуб ідола з усіх боків вкрито різьбленим геометричним орнаментом. Крім орнаменту на широких площинах ідола вирізані особи — личини. На малюнку Володимира Толмачова таких личин п'ять: три на лицьовій стороні й дві — на зворотному. Під час монтажу експозиції «Шигірська комора» в серпні 2003 на зворотній площині тулуба ідола хранителем Шигірської колекції Світланою Савченко була виявлена ще одна личина, не відзначена В. Толмачовим. На відміну від інших масок, що мають носи прямокутної форми, для моделювання носа цієї личини був використаний сучок дерева, в результаті чого ніс виявився коротшим, ніж в інші личини, конічної форми й більш виступаючим, що надає личині на думку С. Савченко певний схожість з мордою звіра. У 2014 році С. Савченко та М. Жиліним при дослідженні поверхні скульптури під мікроскопом на зворотній площині тулуба у верхній частині скульптури була виявлена ще одна нова личина.
Кожна личина вінчає окрему фігуру. Зараз на Шигірському ідолі, разом з зображеннями втраченої частини, виділяють вісім персонажів: верхнє зображення з об'ємною головою, три фігури на лицьовій площині тулуба і чотири — на зворотньому. Всі фігури суто індивідуальні. Частина з них є антропоморфними зображеннями, виконаними в «скелетному» або «рентгенівському» стилі, коли біля фігури позначаються окремі елементи скелета.
Серед зображень С. Савченко виділяє персонажі, які уособлюють водну і небесну (повітряну) стихії, фігури, що втілюють жіночий і чоловічий початок, світ рослин і світ тварин. Існують і інші гіпотези пояснення сенсу фігур. Етнографічні матеріали показують лише деякі можливості підходу до пояснення сенсу древніх зображень Шигірського ідола, але не розкривають його повністю. Фігури не піддаються однозначному трактуванню. Вертикальна постановка персонажів, якщо тут відтворенні міфи про походження світу і людей, може відтворювати послідовність подій, або може свідчити про певну ієрархію представлених образів. Зображення ідола свідчать про те, що вже в настільки ранній час у жителів лісів Уралу існувала складна система міфологічних уявлень.